# João Gonçalves dos Reis
João Gonçalves dos Reis (Porangatu, 27 de março de 1927 – Uruaçu, 10 de setembro de 2024) foi um político, escritor, farmacêutico e pesquisador brasileiro filiado ao Movimento Democrático Brasileiro, que serviu como 3.º vice-prefeito, 7.º e 10.º prefeito de Porangatu.
Foi membro-fundador da Academia Porangatuense de Artes e Letras (APALE), devido a publicação do livro de historiografia porangatuense Descoberto da Piedade e participou da Associação dos Munícipios do Norte Goiano (AMUNORTE). Sua gestão foi marcada por expansões na infraestrutura, envolvente em política sociais, além da fundação de entidades como o Sindicato Rural de Porangatu, Rotary Clube de Porangatu e a Associação dos Municípios do Norte Goiano, órgão que busca conciliar os interesses dos munícipios da mesorregião Norte. Recebeu a Medalha Legislativa Ângelo Rosa de Moura, em 2024.

## Primeiros anos

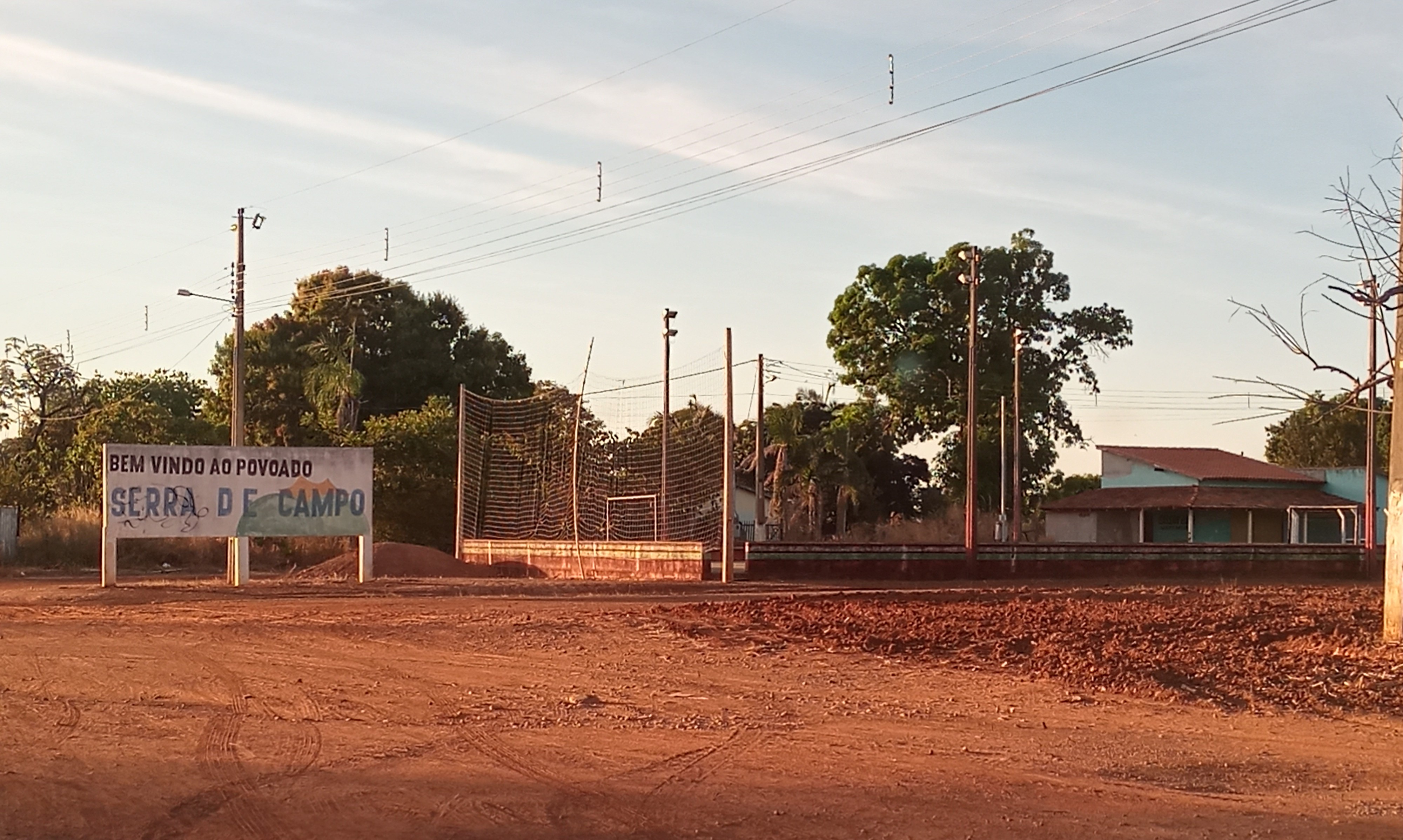
Povoado Serra do Campo, atualmente integrante ao município de Santa Tereza de Goiás, que outrora pertenceu à família Gonçalves dos Reis, como uma fazenda homônima.

João Gonçalves dos Reis nasceu no dia 27 de março de 1927, na fazenda Serra Dourado, que atualmente se localiza no munícipio Santa Tereza de Goiás, limítrofe de Porangatu. João Gonçalves era filho de dois fazendeiros tradicionais, Francisca Navarro e Mathias Gonçalves dos Reis. Sua mãe descende de Tomaz Martins da Cunha, um homem mineiro que veio para a região do Descoberto da Piedade, por volta de 1832.
Devido a dificuldade em ensinar seus filhos, os pais o enviaram para a cidade, à época, o Distrito do Descoberto. Ali, João foi viver com sua tia paterna, Ana Gonçalves dos Reis e seu marido, o francês Adolpho Roggy. Na tenra idade de Reis, foi educado pelo professor José Antônio dos Santos, que servia como flandeiro (fazia lamparinas) do distrito. João teve seu ensino fundamental efetivado pelo professor de modo particular e na Escola Masculina do distrito, sediada na Igreja Nossa Sra. da Piedade. Seu primeiro emprego foi na farmácia São José.
Em 1946, entre os 18 e 19 anos, João Gonçalves se mudou para Anápolis e foi morar na Pensão Avenida, conseguindo emprego na farmácia de Jorge Sahium, por influência de sua tia Ana. Nessa farmácia ele aprimorou seus conhecimentos, especialmente na manipulação de medicamentos sob prescrição médica. Na grande cidade goiana, ele concluiu o curso ginasial no Colégio Municipal de Anápolis e o primeiro ano do curso científico no Colégio São Francisco de Assis. Ele presidiu o Grêmio Literário Castro Alves e foi membro-fundador da União Independente dos Estudantes de Anápolis (UIEA).
Foi também em Anápolis que ele conheceu Edeltes Gomides, vinda de família tradicional da cidade. Em 1954, casaram e depois, tiveram cinco filhos: Cláudio Fernando, Carlos Rosemberg, Eduardo Antônio, Luiz Sérgio e Dayse Yare Gonçalves dos Reis. Um ano antes, ele retorna ao Descoberto, que já era um munícipio autônomo.
No início de janeiro de 1954, ele abriu seu primeiro estabelecimento comercial, a farmácia Nossa Senhora da Piedade, que funcionava na Avenida Floriano Peixoto. Em seguida ele alterou a localidade da farmácia para a Rua Goiás em 1963, o comercial de medicamentos funcionou até o ano de 1984.

## Carreira política

### Vice-prefeito de Porangatu
Devido sua participação na farmácia, Reis se candidata em 1965 para ser vice-prefeito de Porangatu, pelo PSD na chapa de Pedro Teixeira Filho. Venceu e tomou posse ao lado do titular em 31 de janeiro do ano seguinte, se tornando o 3.° vice-prefeito do município. Com a dissolução dos partidos, em especial o Partido Social Democrático, o bipartidarismo foi instaurado por força do Ato Institucional n.º 2, sendo criados em seguida a Aliança Renovadora Nacional, partido governista ao qual Pedro Teixeira Filho filiou-se e, o Movimento Democrático Brasileiro, partido de oposição, no qual João Gonçalves inseriu-se e liderou a oposição. 

### Sexto prefeito eleito de Porangatu
Em seguida, no ano de 1969 ele vence as eleições para prefeito, pelo Movimento Democrático Brasileiro, o partido de oposição da ditadura, superando assim o candidato da Aliança Renovadora Nacional (ARENA), professor Waldemar Lopes do Amaral Brito. Sua chapa era composta pelo vice-prefeito, Laudelino Alves de Carvalho e ambos tomaram posse no ano seguinte. Foi sucedido pelo arenista Luiz Antônio de Carvalho. Em 15 de março do ano seguinte, Reis tomou posse para assumir a função.

#### Suspeita de fraude eleitoral favorável ao ARENA
João Gonçalves relata em seu livro, que teria ocorrido parcialidade da justiça eleitoral, visto que o juiz eleitoral responsável pelo pleito estava no quartel eleitoral da ARENA.
Dado o fato do bipartidarismo e da ditadura militar, muitos casos de suspeitas como esse ocorriam, pois a Aliança Renovadora Nacional era o único partido governista.

### Nono prefeito eleito de Porangatu
Nas disputas eleitorais pela gestão de 1982, ele vence, derrotando Domingos de Carvalho Gote (pai de Luiz Antônio). Seu mandato coincide com o fim da ditadura militar, do bipartidarismo e com a derrocada do Pacote de Abril. Seus atos como prefeito incluem:
A construção da Sede dos Correios e Telégrafos , a edificação da Sede do Tiro de Guerra, a construção da nova Cadeia Pública e Delegacia de Polícia,  início das obras do Hospital Regional de Porangatu, implantação de 186 km² de asfalto, 42,324 km² de meio fio e 18,8 km²  de rede de água tratada. Outros feitos incluem, a ampliação de avenidas principais, como a Adelino Américo de Azevedo, edificações de canteiros de obras, instalação da rede da CELG no munícipio e em seus povoados, serviços sociais e a criação da Banda Municipal.
Seu filho, Carlos Rosemberg Gonçalves dos Reis foi eleito deputado estadual por Goiás, na 11.ª legislatura da Assembleia, pelo PMDB.

## Descoberto da Piedade (2017)
No dia 28 de abril de 2017, João Gonçalves dos Reis lançou o livro Descoberto da Piedade no Palácio das Esmeraldas. O livro é advindo de pesquisas em acervos, entrevistas e conhecimentos do próprio autor. Composto de biografias de prefeitos, a lista dos integrantes das 12 legislaturas da Câmara Municipal de Porangatu, apanhados da história da educação, saúde e de famílias tradicionais. Lideranças como Ângelo Rosa de Moura, Luiz Antônio de Carvalho, Trajano Machado Gontijo Filho, Francisco Borges da Silva, Pedro Pereira Cunha e vários outros, foram citados, bem como seus feitos em seus cargos, as influências que exerceram, etc.

### Imortal da APALE
Ocupou a cadeira n.º 10 e tendo como patrono Zoroastro Artiaga, João Gonçalves dos Reis era membro fundador e Imortal da Academia Porangatuense de Artes e Letras, desde 1992, data de sua fundação. Isso se devia à sua participação como pesquisador e escritor de pequenas coletâneas de textos historiográficos e a publicação do livro Descoberto da Piedade.

## Morte
Faleceu no dia 10 de setembro de 2024, após uma parada cardiorrespiratória, no Hospital Edmundo Fernandes, em Uruaçu, Goiás. Ele estava internado há 14 dias em uma unidade de terapia intensiva.